# آنا موزیچوک
آنا موزیچوک (اوکراینی: Ганна Олегівна Музичук؛ زادهٔ ۲۸ فوریهٔ ۱۹۹۰) استادبزرگ شطرنج اهل اوکراین است. او چهارمین زنی است که امتیاز ۲۶۰۰ را در ریتینگ الو پشت سر گذاشته‌است)
موزیچوک یک بار قهرمان مسابقات شطرنج سریع زنان جهان در سال ۲۰۱۶ و دو بار قهرمان مسابقات شطرنج بلیتز زنان جهان در سال‌های ۲۰۱۴ و ۲۰۱۶ شده‌است. او خواهر بزرگتر ماریا موزیچوک است که سال ۲۰۱۵ قهرمان مسابقات جهانی شطرنج زنان شد.

## حرفه
آنا موزیچوک از دو سالگی توسط والدین خود آموزش شطرنج داده شد. پدر و مادر او هر دو مربیان شطرنج حرفه‌ای بودند. او اولین بازی خود را در پنج سالگی انجام داد و در همان سال دومین بار در مسابقات قهرمانی دختران زیر ۱۰ ساله منطقه Lviv شرکت کرد.